# Liste von Persönlichkeiten der Stadt Tromsø
Die Liste von Persönlichkeiten der Stadt Tromsø enthält Personen, die in Tromsø geboren wurden sowie solche, die dort zeitweise gelebt haben, jeweils chronologisch aufgelistet nach dem Geburtsjahr.

## In Tromsø geborene Persönlichkeiten

### 1800–1899

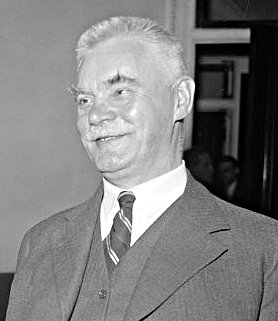
Halvdan Koht

- Elling Carlsen (1819–1900), Seefahrer und Entdecker
- Jens Holmboe (1821–1891), Beamter und Politiker[1]
- Karl Pettersen (1826–1890), Geologe
- Søren Zachariassen (1837–1915), Seefahrer[2]
- Oscar Nissen (1843–1911), Arzt und Politiker[3]
- Gitta Jønsson (1869–1950), Politikerin und Frauenrechtlerin[4]
- Richard With (1846–1930), Kapitän und Reeder
- Laura Kieler (1849–1932), dänisch-norwegische Schriftstellerin
- Johan Adrian Jacobsen (1853–1947), Ethnograph und Forschungsreisender
- Paul Björvig (1857–1932), Jäger, Matrose und Polarforscher
- Johan Rye Holmboe (1863–1933), Unternehmer und Politiker[5]
- Einar Hoidale (1870–1952), US-amerikanischer Politiker
- Halvdan Koht (1873–1965), Historiker und Politiker
- Olaf Amundsen (1876–1939), Jurist und Politiker[6]
- Aldor Ingebrigtsen (1888–1952), Politiker[7]
- Henry Rudi (1889–1970), Pelztierjäger
- Hermann Bohne (1890–1949), Turner
- Peter Wessel Zapffe (1899–1990), Schriftsteller, Philosoph und Bergbesteiger

### 1900–1949

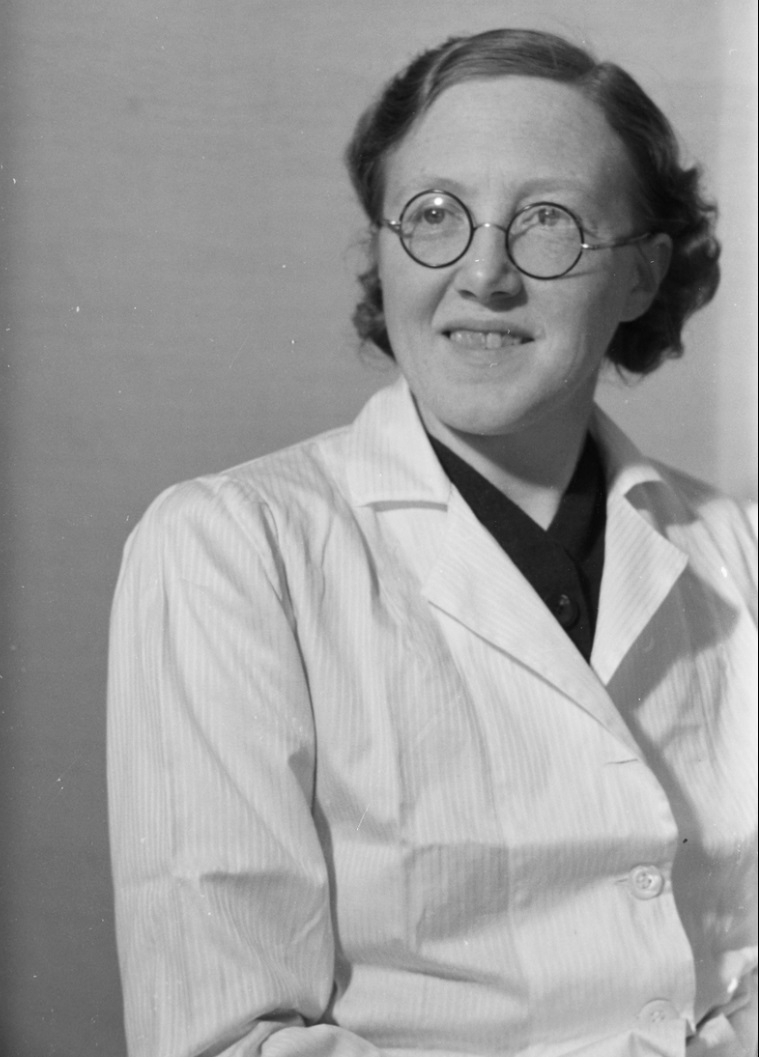
Borghild Krane, 1940

- John Giæver (1901–1970), Polarforscher und Schriftsteller[8]
- Kristian Gleditsch (1901–1973), Ingenieur, Geodät und Politiker[9]
- Erling Sivertsen (1904–1989), Karzinologe und Zoologe
- Borghild Krane (1906–1997), Psychiaterin und Schriftstellerin
- Kristian Kristiansen (1909–1980), Schriftsteller[10]
- Arne Hestenes (1920–1995), Journalist[11]
- Hermod Skånland (1925–2011), Ökonom und Zentralbankchef[12]
- Kirsten Myklevoll (1928–1996), Politikerin
- Arthus Arntzen (* 1937), Journalist, Schriftsteller und Schauspieler[13]
- Johan P. Olsen (* 1939), Politikwissenschaftler
- Tove Veierød (* 1940), Politikerin
- Sverre Kjelsberg (1946–2016), Musiker
- Kirsti Sparboe (* 1946), Schlagersängerin und Schauspielerin

### 1950–1974
- Halvdan Sivertsen (* 1950), Liedermacher
- Hans-Tore Bjerkaas (* 1951), Journalist, Moderator und Rundfunksleiter
- Jorun Thørring (* 1955), Schriftstellerin und Gynäkologin
- Asbjørn Jaklin (* 1956), Journalist, Sachbuch- und Krimiautor
- Yngve Moe (1957–2013), Musiker
- Øyvind Korsberg (* 1960), Politiker[14]
- Ruth Wilhelmine Meyer (* 1961), Vokalistin, Komponistin und Klangkünstlerin
- Geir Jenssen (* 1962), Musiker und Fotograf
- Erik Skjoldbjærg (* 1964), Filmregisseur und Drehbuchautor
- Helge Andreas Norbakken (* 1965), Schlagzeuger
- Anneli Drecker (* 1969), deutsch-norwegische Sängerin und Schauspielerin
- Roger Nilsen (* 1969), Fußballspieler und -trainer
- Haldor Lægreid (* 1970), Musicaldarsteller
- Bjarte Engen Vik (* 1971), Nordischer Kombinierer
- Morten Pedersen (* 1972), Fußballspieler
- Ole Martin Årst (* 1974), Fußballspieler

### Seit 1975

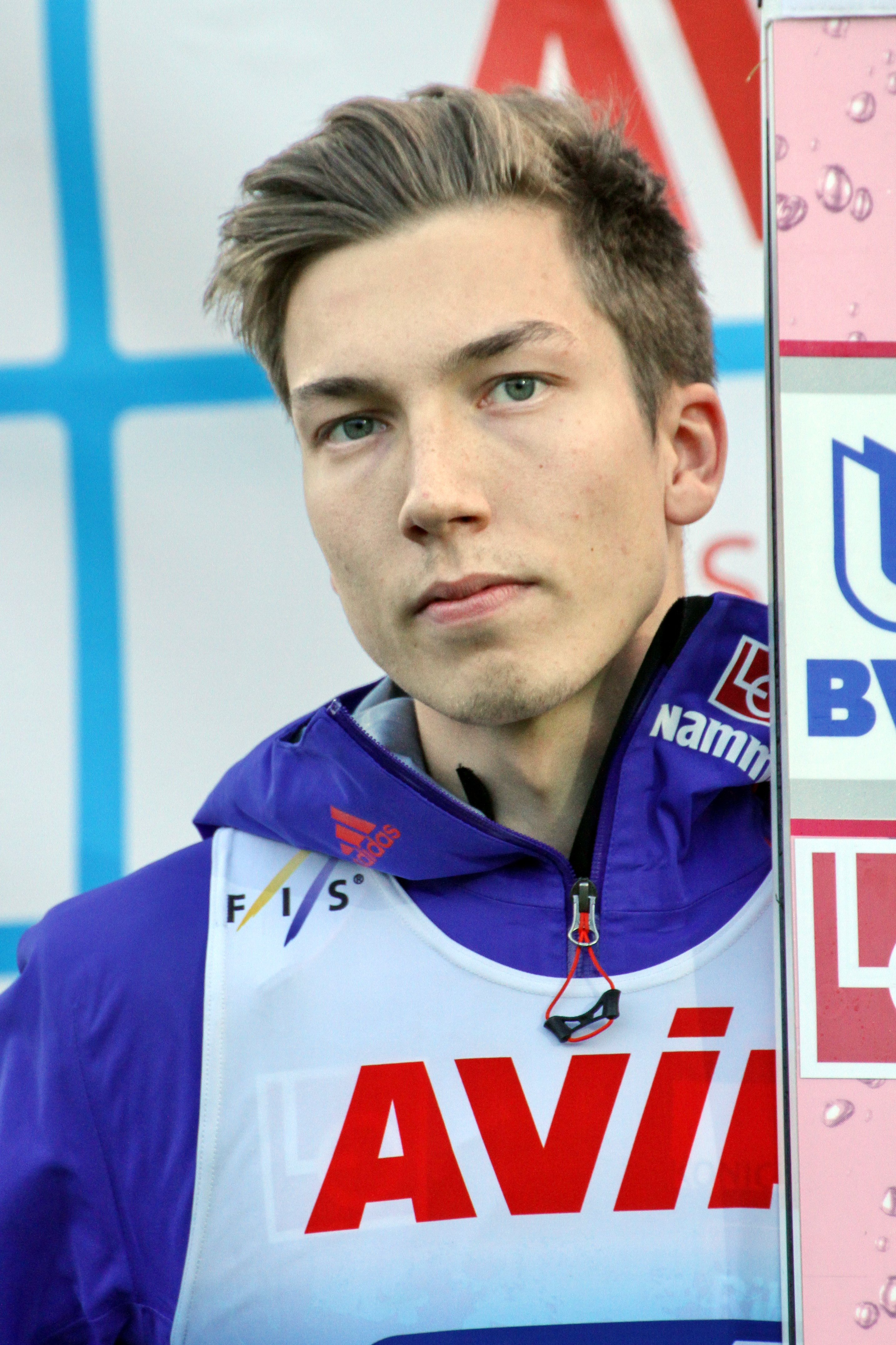
Johann André Forfang, 2017

- Johann André Forfang, 2017Torbjørn Brundtland (* 1975), Musiker der Band Röyksopp
- Torgeir Knag Fylkesnes (* 1975), Politiker
- Svein Berge (* 1976), Musiker der Band Röyksopp
- Ewa Da Cruz (* 1976), Schauspielerin und Model
- Øystein Martinsen (* 1976), Schauspieler
- Ailo Gaup (* 1979), samisch-norwegischer Freestyle-Motocross-Fahrer
- Daniel Forfang (* 1979), Skispringer
- Lene Marlin (* 1980), Sängerin und Songwriterin
- Marit Malm Frafjord (* 1985), Handballspielerin
- Moddi (* 1987), Singer-Songwriter
- Ruben Jenssen (* 1988), Fußballspieler
- Oda Johanne Brødholt (* 1989), Windsurferin
- Marthe Kristoffersen (* 1989), Skilangläuferin
- Dagny Norvoll Sandvik (* 1990), Sängerin
- Anna Svendsen (* 1990), Skilangläuferin
- Emil Nyeng (* 1991), Skilangläufer
- Mimmi Tamba (* 1991), Singer-Songwriterin und Schauspielerin
- Silje Theodorsen (* 1994), Skilangläuferin
- Johann André Forfang (* 1995), Skispringer
- Karoline Offigstad Knotten (* 1995), Biathletin
- Ulrik Jenssen (* 1996), Fußballspieler
- Erik Valnes (* 1996), Skilangläufer
- Andreas Leknessund (* 1999), Radrennfahrer
- Marit Øygard (* 1999), Biathletin
- Vilde Nilsen (* 2001), Behindertensportlerin in den Disziplinen Skilanglauf und Biathlon
- Sebastian Tounekti (* 2002), tunesisch-norwegischer Fußballspieler
- Isak Hansen-Aarøen (* 2004), Fußballspieler

## Personen mit Bezug zu Tromsø
- Jonas Lie (1833–1908), Schriftsteller
- Cora Sandel (1880–1974), Schriftstellerin
- Alfred Hansen (1894–1948), Politiker
- Svein Ludvigsen (* 1946), Politiker
- Mads Gilbert (* 1947), Arzt und Aktivist
- Arild Hausberg (* 1955), Politiker
- Jan Henry Olsen (1956–2018), Politiker
- Marie-Theres Federhofer (* 1962), Literaturwissenschaftlerin